# Andrena hungarica
Andrena hungarica är en biart som beskrevs av Heinrich Friese 1887. Andrena hungarica ingår i släktet sandbin, och familjen grävbin. Inga underarter finns listade i Catalogue of Life.